# Ludolph Isermann
Ludolph Isermann (* 28. November 1882; † unbekannt) war ein deutscher Fabrikant.
Isermann war bis 1928 Mitinhaber, Direktor und Vorstandsmitglied der F. Langer & Co. AG, Pianomechanikfabrik in Berlin. Danach war er Mitinhaber der F. Langer & Co., Metallschraubenfabrik, Fassondreherei und Eisenzieherei.
Er war Vorstandsmitglied des Wirtschaftsverbands der Deutschen Holzindustrie.